# 北美山地时区
北美山地时区（英語：Mountain Time Zone），标准时间（Mountain Standard Time，簡稱MST）为UTC-7，夏令时（Mountain Daylight Time，簡稱MDT）为UTC-6。
亚利桑那州大部分地区不使用夏令时。

## 区域

### 美国
全部使用山地时区的州份
- 亚利桑那州
- 科罗拉多州
- 蒙大拿州
- 新墨西哥州
- 犹他州
- 怀俄明州

部分使用山地时区的州份
- 爱达荷州
- 堪萨斯州
- 内布拉斯加州
- 内华达州
- 北达科他州
- 俄勒冈州
- 南达科他州
- 德克萨斯州

### 加拿大
全部使用山地时区的省份
部分使用山地时区的省份
- 薩斯喀徹溫省
- 努納武特地區